# 갤로우즈 (영화)
《갤로우즈》(영어: The Gallows)는 2015년 공개된 미국의 파운드 푸티지 초자연 공포 영화이다. 대체로 부정 평가를 받았으나 흥행에는 성공하였다.

## 줄거리
1993년. 비어트리스 고등학교에서 더 갤로스(The Gallows)라는 연극을 상연하던 중에 무대 장치가 잘못돼 배우 찰리가 소품인 목줄에 실제로 목이 졸려 죽는 사고가 발생한다.
20년 뒤인 2003년. 학교는 찰리를 추모하는 의미에서 연극 더 갤로스를 재제작하기로 결정한다.
리스는 오로지 짝사랑 상대인 연극광 파이퍼 때문에 이 연극에 참여한다. 그러나 친구 라이언은 리스의 연기가 엉망이라고 지적하며 몰래 무대를 망가뜨려 무대 위에 설 일을 없애자고 꼬드긴다. 이에 리스와 라이언은 밤에 학교에 잠입하게 된다.
알고 보니 찰리의 악령은 20년 전 연극 주인공이었던 리스의 아버지가 연극에서 빠지는 바람에 대타를 서다가 죽은 터라 이에 원한을 품고 있었다.
한밤중에 학교에 갇힌 리스, 라이언, 캐시디, 파이퍼는 찰리의 악령으로부터 도망다니지만 리스는 결국 20년 전의 찰리와 꼭 같은 방식으로 죽게 된다.

## 출연
- 리스 미슐러 - 리스 하우저 역
- 파이퍼 브라운 - 파이퍼 로스 역
- 라이언 슈스 - 라이언 슈스 역
- 캐시디 기퍼드 - 캐시디 스필커, 라이언의 여자친구 역